# حبیب‌الله صادقی
حبیب‌الله صادقی (۱۷ اردیبهشت ۱۳۳۶ – ۵ مرداد ۱۴۰۱) نقاش ایرانی بود.

## زندگی‌نامه
حبیب‌الله صادقی در سال ۱۳۳۶ در خانواده‌ای سنتی در محله تهران‌نو چشم به جهان گشود. از همان سال‌های کودکی در محل کار پدر با نام روزنامه اطلاعات آشنا شد. در سال‌های بعد او و یکی از برادرانش به عنوان روزنامه‌نگار در بخش تحریریه همین روزنامه مشغول به کار شدند.
وی نخستین بار نقاشی را در ۸ سالگی شروع کرد و از همان دوران جرقه‌های علاقهٔ وافرش به نقاشی برای همگان روشن شد. در کنار نقاشی عطش و نیاز او به ادبیات نیز اوج گرفت. در سال ۱۳۵۲ در امتحان ورودی هنرستان هنرهای زیبای پسران تهران پذیرفته شد و در سال ۱۳۵۵ موفق به دریافت دیپلم شد. در همان سال پس از قبولی در کنکور در رشته نقاشی دانشکده هنرهای زیبا دانشگاه تهران پذیرفته شد. حبیب‌الله صادقی کارشناسی ارشد نقاشی و دکترای پژوهش هنر از دانشگاه تربیت مدرس دارد. اصغر محمدی، محمود فرشچیان، سید مهدی حسینی، مجید مهرگان، هانیبال الخاص، مارکو گریگوریان، پرویز تناولی، حبیب الله آیت‌اللهی، جواد حمیدی و محمود جوادی پور از استادان وی بودند.
حبیب‌الله صادقی در کنار کاظم چلیپا و ناصر پلنگی و چند تن دیگر جزو هسته اولیه جریان موسوم به نقاشان انقلاب است. عضویت در هیات علمی دانشکده‌های هنری، برپایی چندین نمایشگاه هنری، دبیری و داوری نمایشگاه‌های هنرهای تجسمی، تدریس در دانشگاه و دریافت جوایز مختلف داخلی و بین‌المللی از جمله فعالیت‌های صادقی محسوب می‌شوند.
حبیب‌الله صادقی در سال ۱۳۸۴ به ریاست موزه هنرهای معاصر تهران انتخاب شد و با وجود مشکلات متعدد در دستگاه فرهنگی کشور موزه هنرهای معاصر تهران در تاریخ خود، یکی از دوره‌های طلایی خود را تجربه کرد. او آثار بسیاری را با موضوع دفاع مقدس، جنگ و حماسه خلق کرده است. آثار حبیب‌الله صادقی در بالغ بر ۲۸۰ نمایشگاه داخلی و خارجی که در کشورهای مختلفی همچون ژاپن، ایالات متحده آمریکا، لهستان، کانادا، انگلستان، فرانسه، آلمان، اتریش، ایتالیا، مراکش، مصر، اسپانیا، چین، کویت و هلند برگزار شده به نمایش درآمده‌اند.

## سوابق کاری و فعالیت‌ها
- عضو واحد تجسمی حوزه هنری سازمان تبلیغات اسلامی
- نقاش، گرافیست، کاریکاتوریست
- در سال ۱۳۷۹ به عنوان عضو پیوسته فرهنگستان هنر جمهوری اسلامی ایران انتخاب شد و پس از آن به‌طور مستمر با این نهاد همکاری داشت.
- در سال ۱۳۸۴ به ریاست موزه هنرهای معاصر تهران انتخاب شد.[۹][۱۰]

## سابقه آموزشی
حبیب‌الله صادقی در سال ۱۳۶۴ نخستین کلاس طراحی خود را در دانشکده هنرهای زیبا برگزار کرد. او در دانشگاه‌های مختلفی همچون دانشکده هنر، دانشگاه شاهد، دانشکده هنر دانشگاه تربیت مدرس، دانشگاه الزهرا و واحد هنر و معماری دانشگاه آزاد اسلامی واحد تهران مرکز به آموزش و مدیریت پرداخت.

## گفتارها
- حبیب‌الله صادقی در حاشیه جشنواره هنر مقاومت در گفتگو با خبرآنلاین گفت:

مقاومت در فرهنگ اجتماعی دنیا ریشه دارد. از قرن ۱۵ یا ۱۶ میلادی همزمان با پدیده‌هایی که در غرب اتفاق می‌افتد، آغاز می‌شود. دوره رنسانس، فرایندهای دوره جنگ اول و دوم، اتفاقاتی که در مبارزات ملی و میهنی در دنیا مطرح می‌شود و… همه و همه زمینه‌هایی را برای هنرمندان به وجود آورده تا بیایند و بر اساس آن دستاوردهای سرزمینی و اقلیمی خود را در مقابل دشمن روایت کنند. آن‌ها در آثار خود کوشیده‌اند تا مقاومتشان را برجسته سازند و ارزش‌هایی را که برایشان مهم است، مطرح کنند. مثل طرح وضعیت دهقانان در مقابل خوانین. کارگران در مقابل سرمایه داران و… هنرمندان با طبع لطیفی که دارند، مفاهیم مرتبط با مقاومت با که ارزش‌های آزاد زبان هنر بیان می‌کنند و آزادسازی مردم، آئین، کیش، فرهنگ و سرزمینشان را برابر قدرت‌های یکه‌تاز برجسته می‌سازند.

همچنین مؤمنی شریف، رئیس حوزه هنری، در همان نشست دربارهٔ صادقی گفت:

خوشبختانه محور این جشنواره هنرمند ممتازی است که خود از پیشگامان هنرهای تجسمی انقلاب اسلامی بشمار می‌رود. نقاشی انقلاب همواره تداعی‌گر تلاش‌های افرادی چون حبیب‌الله صادقی است…

- حبیب‌الله صادقی درباره حسین نوری و سبک نقاشی او تحت عنوان بازتاب گفته است:

ما در آثار آقای حسین نوری تجرید رو در رابطه متناسب با تقسیم بافت، سطح و نور داریم و تکسچرهایی رو داریم که همه میان در یک بار موسیقایی کنار هم قرار می‌گیرن. نقاشی‌های آقای حسین نوری ساخت یک بافت ابر و باد نیست، بلکه نگاهی که ایشون به سرزمین ناشناخته بوم داره مهمه. بوم سفید یک سرزمینی نیست که ما بگیم با گذاشتن چهار عنصر در اون به تمام این ترکیب دست پیدا می‌کنیم. این صفحه سفید، سرزمینِ ناشناخته، عمیق و عجیبیه که کشف این ارتباط و ایجاد این اتفاق در اون، قطعاً شناخت وسیعی رو می‌طلبه؛ یعنی اتحاد دیداری بین درون نقاش و تصویری که می‌خواد در بوم ایجاد کنه. اما تو مجموعه آثار ایشون می‌بینیم که بافت و تکسچر و اون چرخه‌های رنگی نقشِ اصلی رو بازی نمی‌کنه. بلکه اون روح موحدی که پس این کار هست مهمه. همه این آثاری که من در نمایشگاه آقای نوری دیدم و در یک فی‌البداهگی کنار هم قرار گرفته بود سخن از حضور رستاخیزی رو داره می‌کنه که گاهی باید در مشاهده‌ها و بازدیدهای بعدی و رؤیت‌های مکرر بهش برسیم. آقای نوری از زمانی که به نقاشی عینی توجه می‌کردن و فیگوراتیف رو می‌دیدن تا زمانی که این منحنی و حاصل این تلاش تجریدی رو به نتیجه رسوندن می‌بینیم که کارهای بسیار گرانسنگی انجام دادن. من وقتی که به کارهای آقای نوری نگاه می‌کنم از پشت چشم‌های ایشون می‌خوام دنیا رو نگاه کنم، نه این که فقط به ظاهر صورتی که ایشون آفریدن نگاه کنم. چون ایشون قطعاً به مدد همت و مکاشفه و مراقبه‌هاشون به نتایج وسیعی رسیدن و ما شاهدش هستیم.

## درگذشت
حبیب‌الله صادقی ۵ مرداد ۱۴۰۱ بر اثر بیماری درگذشت.